# Tony Abbott
Anthony John "Tony" Abbott (Londres, 4 de novembro de 1957) é um político australiano. Foi líder do Partido Liberal da Austrália e serviu como primeiro-ministro do seu país de 2013 a 2015.

## Biografia

### Começo da vida e carreira
Tony Abbott nasceu em Londres, na Inglaterra, em 4 de novembro de 1957, filho de uma mãe australiana e um pai britânico. Ele é, pelo lado materno, descendente de holandeses (sua bisavó emigrou dos Países Baixos em 1912). Em 1960, Abbott e seus pais voltaram para a Austrália. Depois de algumas mudanças, sua família se estabeleceu na cidade de Sydney.
Abbott se formou com um bacharelado em economia e direito pela Universidade de Sydney. Ele também foi para Oxford, aprofundando os estudos em filosofia, economia e política.
Em 1984, aos 26 anos, anunciou a família que queria virar padre e se inscreveu no Seminário St Patrick, em Sydney. Ele abandonou esses planos três anos depois. Em 1991, se casou com Margaret "Margie" Aitken, com quem teve três filhas (Louise, Bridget e Frances).
Tony começou sua carreira profissional como jornalista, mas rapidamente ganhou gosto por política. Em 1996 foi eleito para o Parlamento pelo Partido Liberal da Austrália, de centro-direita. Desde eleito até 2007 trabalhou em vários cargos políticos, como Ministro do Emprego, Educação, Formação e Juventude, e do Trabalho e Saúde. Abbott começou a ganhar popularidade dentro do seu partido, sendo taxado como um bom administrador. Sua postura rígida era, contudo, criticada pela oposição. Em 2000 foi apontado para o gabinete do primeiro-ministro John Howard. Trabalhando na saúde, foi creditado a ele diversas melhorias na área. Também recebeu elogios por sua relação com aborígenes, contribuindo para melhores condições de vida destes e melhorando a sua qualidade de educação. Quando seu partido foi para a oposição, em 2007, ele escreveu o livro Battlelines onde criticou vários aspectos da Federação e sugeriu mudanças na plataforma política dos Liberais. O livro foi bem recebido pela crítica.
Em 2008, com a situação econômica do país piorando e a imigração ilegal subindo vertiginosamente, Abbott criticou o primeiro-ministro trabalhista Kevin Rudd e o acusou de ser muito inepto. Em 2009, renunciou ao seu posto no Gabinete de Sombra depois que os Liberais fizeram um acordo com Rudd para concessões na área ambiental, afirmando que só serviria para aumentar impostos. Outros membros do partido seguiram seu exemplo.
Ainda em 2009, foi eleito líder do Partido Liberal, em um apertado pleito. Agora como Líder da Oposição, ele criticou com mais veemência o governo de Kevin Rudd. Defendeu causas que atraíram apoiadores do primeiro-ministro (como o partido verde) ao defender uma ampliação das licenças parentais para os trabalhadores. Ele acusou Rudd e os trabalhistas de imporem altos impostos ao país e de aumentarem os gastos do governo em tempos de crise.
Em 2010, Abbott liderou uma Coalizão nas eleições gerais daquele ano, o que resultou em um parlamento suspenso, mas o Partido Trabalhista conseguiu formar um governo. Como líder da Oposição, fez duras críticas as políticas da nova primeira-ministra Julia Gillard.

### Primeiro-ministro

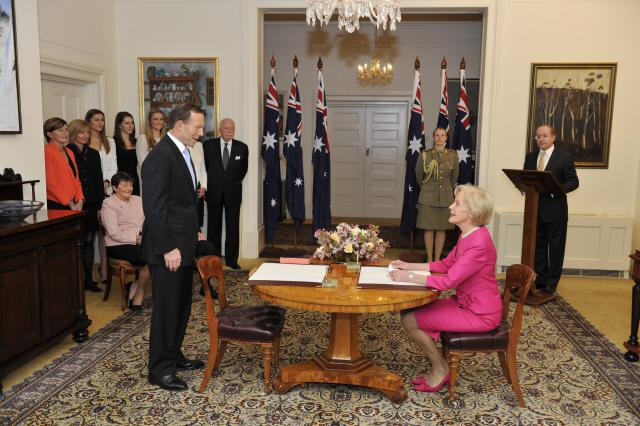
Tony Abbott sendo empossado como primeiro-ministro pela governadora-geral Quentin Bryce, em 2013.

Nas eleições de 2013, sua Coalizão conseguiu maioria no Parlamento e ele foi apontado como o 28º Primeiro-ministro da Austrália, em 8 de setembro de 2013.
Um vez no cargo de primeiro-ministro, ele reverteu políticas ambientais de seus predecessores, que julgava não serem boas para a economia. Ele também endureceu as leis de imigração e iniciou a chamada "Operação Sovereign Borders" (Fronteiras Soberanas) com o objetivo de barrar a imigração ilegal ao país pelo mar. Esta medida foi bem aceita pelo eleitorado. Abbott também apontou uma Comissão de Comércio e Corrupção, em fevereiro de 2014, para gerar mais transparência.
No âmbito externo, Abbott assinou acordos de comércio com Japão, Coreia do Sul e China. Ele continuou o processo, iniciado por seu antecessor, de retirada das tropas australianas do Afeganistão. Tony também anunciou um investimento de $ 12 bilhões na compra de caças F-35 dos Estados Unidos. Na verdade, seu governo manteve uma política externa alinhada a dos americanos, unindo-se a eles para combater no Iraque o grupo terrorista auto-proclamado Estado Islâmico, com a força aérea australiana lançando bombardeios esporádicos contra as bases dos terroristas.
Abbott foi criticado por sua relação com os aborígenes australianos. Ele fez promessas, onde afirmou que daria mais assistência e representatividade aos indígenas, contudo acabou cortando mais de $ 600 milhões de dólares em programas para aborígenes.
Na economia, anunciou uma série de cortes e controle de gastos governamentais, numa tentativa de tentar reverter o quadro ruim pelo qual o país passava. A recuperação econômica, contudo, foi lenta e isso começou a erodir a popularidade de Abbott. A queda no desemprego foi menor que a esperada e a inflação subiu levemente. Contudo, em 2015, sinais de uma recuperação começaram a surgir, mas ainda de forma tímida.
Âmbito social, se opôs ao casamento de pessoas do mesmo sexo, favoreceu uma rígida política anti-imigração e reduziu o número de asilos políticos oferecidos por seu país. Na questão ambiental, reverteu boa parte das políticas de preservação e energia limpa que seus predecessores fizeram. Chegou ao ponto de apontar madeira como uma fonte de energia renovável, algo que foi criticado pela imprensa e por ambientalistas. Na saúde, cortou cerca de $ 5 milhões de dólares em financiamento público para Cruz Vermelha, a única organização australiana que coleta sangue.
A lenta recuperação econômica, gafes e falha em cumprir várias promessas de campanha acabaram puxando para baixo a popularidade de Tony Abbott. Em meados de 2015, apenas 33% da população da Austrália aprovava seu governo, enquanto 57% desaprovavam.
Em 14 de setembro de 2015, ele foi derrotado na votação para liderança do Partido Liberal e teve que ceder o cargo de primeiro-ministro para o vencedor da disputa, Malcolm Turnbull.